# Герб Лебединського району
Герб Лебеди́нського райо́ну — офіційний символ Лебединського району Сумської області. Був затверджений 25 лютого 2004 року 20-ю сесією Лебединської районної ради двадцять четвертого скликання.

## Опис
Елементи герба розташовані на трикольоровому щиті з жовтою окантовкою.
Форма щита повторює форму гербового щита міста Лебедина — районного центру.
У центрі герба зображення білого лебедя на воді — основного елемента герба міста Лебедина з давніх часів. Білі відблиски на блакитному фоні, як віддзеркалення лебедя на чистій водній поверхні, символізують багатий чистою водою та навкіллям край. У правій частині щита на зеленому фоні розташований жовтий колос, що символізує хліборобство — основне заняття жителів району з давніх часів, — і вказує на працелюбність, гостинність і любов до рідної землі. У лівій частині — зображення козацької шаблі в піхвах, що вказує на козацьке минуле району і символізує готовність і здатність жителів району захистити свою рідну землю.
Зелений колір фону символізує багатий на ліси Лебединський край. Жовтий хвилястий фон верхньої частини герба символізує багаті нивами землі району.